# Alstonia boonei
Alstonia boonei es una especie de árbol caducifolio del bosque tropical que pertenece a la familia de las apocináceas. 

## Distribución
Es originaria de zonas tropicales de África Occidental, con una distribución que se extiende hasta Etiopía y Tanzania. También se encuentra en algunos países de África Central como Guinea Ecuatorial, donde es conocido con el nombre de Ekuk  
La madera es de grano fino, que se presta a una talla detallada; el árbol también encuentra muchos usos en la medicina tradicional. Al igual que muchos otros miembros de la Apocynaceae (una familia rica en especies tóxicas y medicinales) A.boonei contiene alcaloides y látex.

## Descripción
Alstonia boonei es un árbol de bosque que puede alcanzar un tamaño de 45 m de altura y 3 m de circunferencia, el tronco es cilíndrico y mide hasta 27 m de altura, con hojas estrechas. Las hojas profundamente estriadas están soportadas en verticilos en los nodos, con una forma a oblanceolada, con el vértice redondeado a acuminado y venas laterales prominentes y casi en ángulo recto con el nervio central. Las flores son de color blanco amarillento y se encuentran en cimas terminales laxas. Los frutos son pendulares, emparejado, con delgado folículo (fruta) es hasta 16 cm de largo, que contiene las semillas que llevan un mechón sedoso, seda marrón en cada extremo para permitir la dispersión por el viento. El látex es blanco y abundante. 

## Taxonomía
Alstonia boonei fue descrita por Émile Auguste Joseph De Wildeman y publicado en Repertorium Specierum Novarum Regni Vegetabilis 13: 382. 1914.
Etimología
Alstonia: nombre genérico que fue nombrado por Robert Brown en 1811, en honor de Charles Alston (1685-1760), profesor de botánica en Edimburgo de 1716-1760.
boonei: epíteto